# 罗恩号大巡洋舰
罗恩号是德意志帝国海军于二十世纪初建造的两艘罗恩级大巡洋舰的首舰，得名于前普鲁士陆军元帅阿爾布雷希特·馮·羅恩。其唯一的姊妹舰为约克号。该舰是根据1902年的第二部《德国舰队法》获得批准而在基尔的帝国船厂开建，它于1903年6月下水，至1906年4月竣工，共计斥资1530万黄金马克。其设计排水量为9533吨，装备有四门210毫米炮作主舰炮，最高速度为21.1节。
罗恩号于第一次世界大战期间参与了数次行动，其中包括突袭斯卡布罗、哈特尔浦及惠特比，并在当时担任公海舰队的侦察舰。它也曾在波罗的海值勤，包括1915年7月与俄国巡洋舰展开海战和执行炮击海岸的任务。1916年后，舰只在基尔用作教练和宿营船直至战争结束。它本将被改造为水上飞机母舰，但该计划最终流产。罗恩号于1920年正式从海军名录中除籍，随即拆解报废。

## 设计

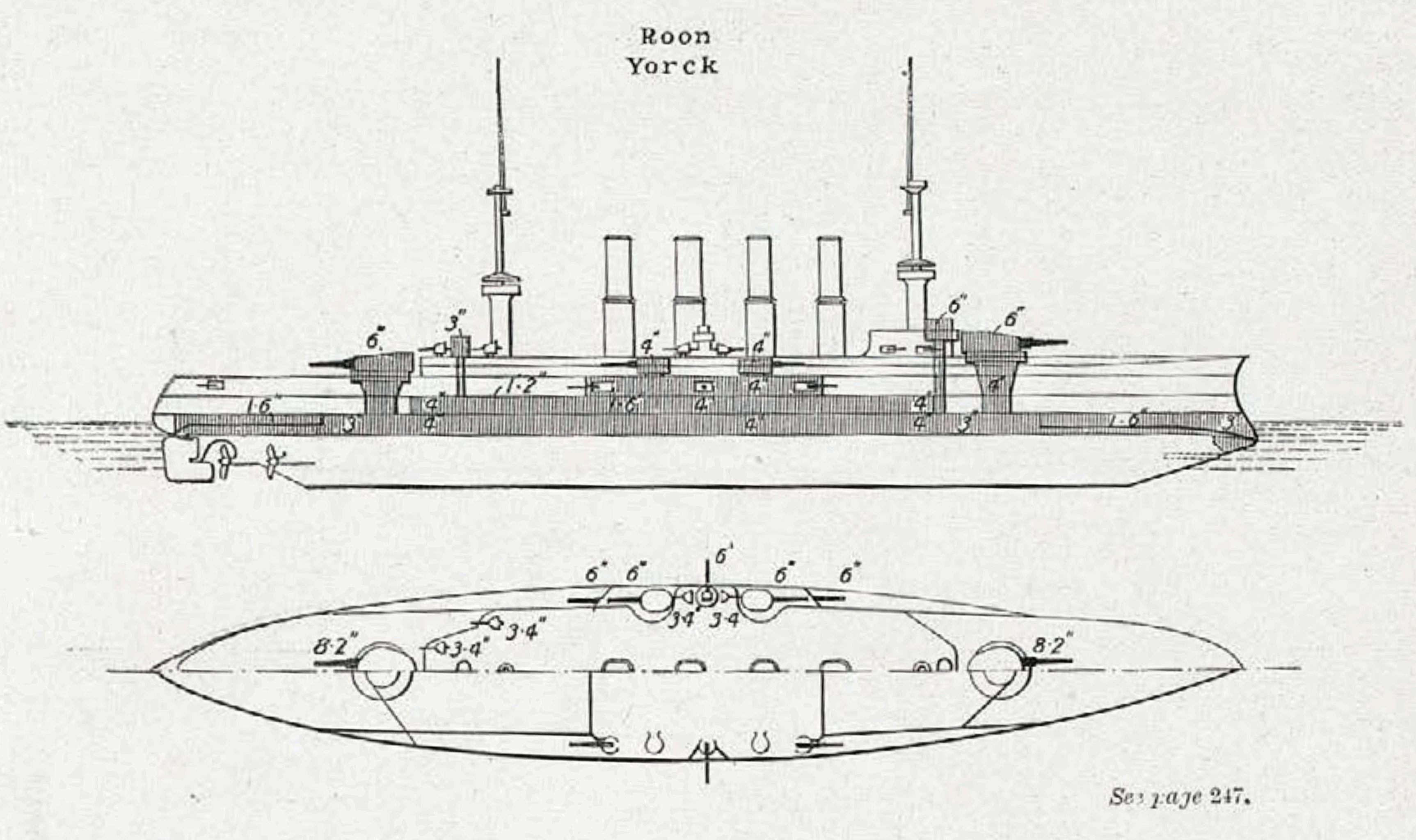
罗恩级舰只的平面及立面图

罗恩号的全长为127.8（419英尺3英寸），有20.2（66英尺3英寸）的舷宽和7.76（25英尺6英寸）的前吃水。其设计排水量为9,533公噸（9,382長噸），满载排水量则可达10,266公噸（10,104長噸）。舰只推进系统由三套立式三胀蒸汽机组成，通过十六台杜尔锅炉提供动力。推进系统的额定功率为19,000匹指示馬力（14,000千瓦特），最高速度为21.1節（39.1每小時）。依靠最多1,570公噸（1,550長噸）的贮煤量，舰只能够以12節（22每小時）的速度续航4,200海里（7,800）。其标准船员编制为35名军官和598名水兵。
罗恩号配备有四门安装在两座双联装炮塔上的210毫米40倍径速射炮，分设于中央舰艛的两端。舰只的副炮则由十门150毫米40倍径速射炮、十四门88毫米35倍径速射炮和四具450（17.7英寸）水下鱼雷发射管所组成，其中后者分别布设在舰艏、舰艉和两边舷侧，并提供11枚鱼雷。舰只还受到厚度为100（3.9英寸）的水线装甲带的保护，该装甲带使用克虏伯渗碳钢，并有一个40至60（1.6至2.4英寸）厚的装甲甲板。其主炮炮塔的表面厚度则为150（5.9英寸）。

## 服役历史

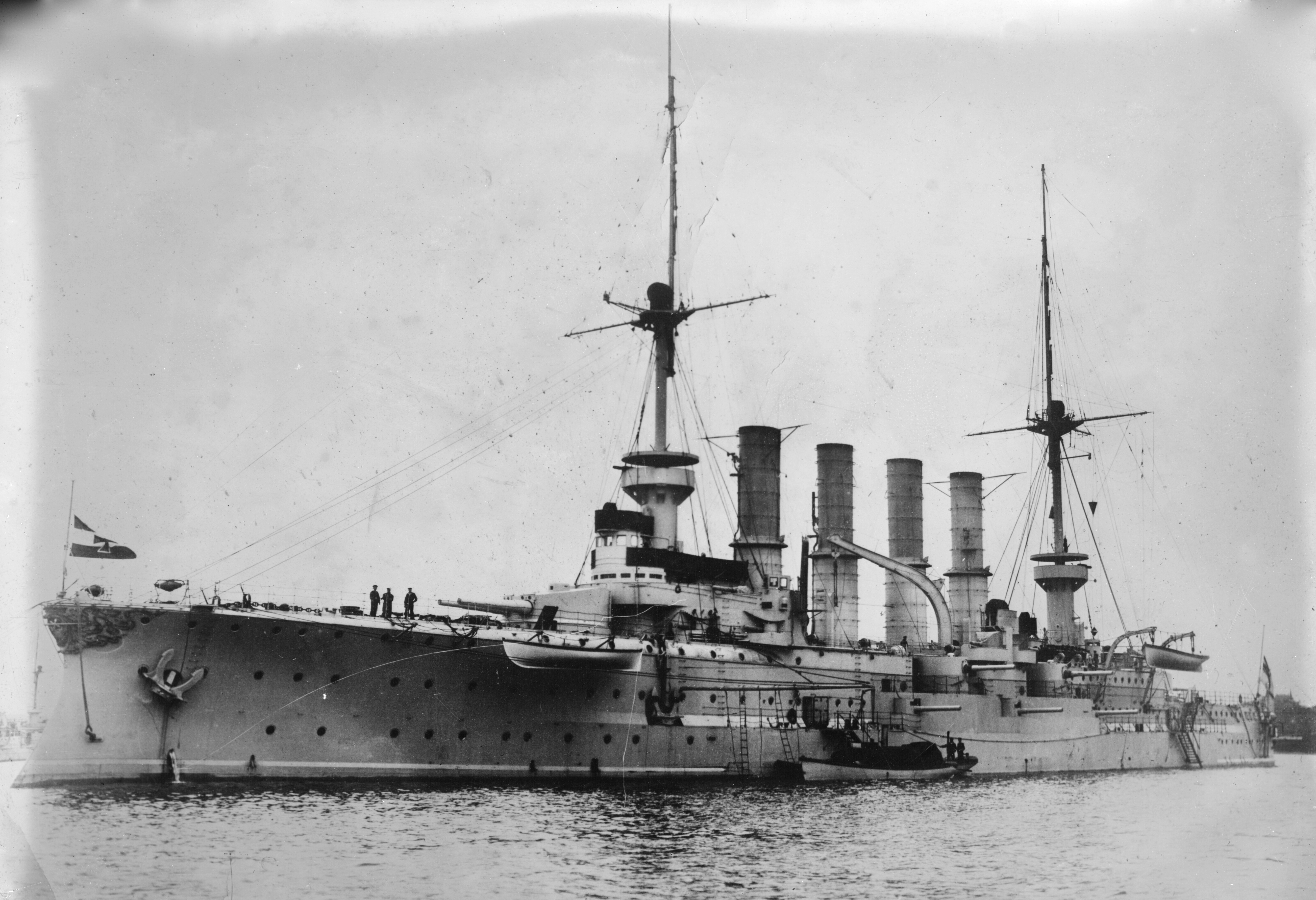
战前的罗恩号

罗恩号是为替代老旧的铁甲巡防舰皇帝号而以“皇帝号代舰”（Ersatz Kaiser）为代号订购，并于1902年8月在基尔的帝国船厂开始架设龙骨，建造编号为28。它于1903年6月27日下水，随后展开漫长的舾装工作。在下水仪式上，由时任陆军元帅的阿尔弗雷德·冯·瓦德西主持为舰只命名。至1906年4月5日，罗恩号正式竣工，并于同日投入德意志帝国海军服役。它共花费帝国政府1534.5万黄金马克。1907年4月，罗恩号与小巡洋舰出航前往美国，以参加4月26日为纪念殖民者登陆而举行的詹姆斯镇博览会。除德国代表团外，国际舰队还包括有来自英国、日本、奥匈帝国、法国、意大利和其它一些国家的军舰。
1908年，罗恩号开始在公海舰队的第一侦察集群中担任第二支队司令、海军少将赫尔曼·雅各布森的旗舰，同在该支队服役的还有其姊妹舰约克号。随着9月30日被新的战列巡洋舰毛奇号取代成为侦察集群的新旗舰后，罗恩号于1911年退役；然而，三年后，它在第一次世界大战爆发时又重新投入使用。当敌对行动开始时，罗恩号担任的是第三侦察集群的旗舰。它于1914年11月3日参加了炮击雅茅斯的行动。

### 炮击斯卡布罗、哈特尔浦及惠特比

德军各部队从英国海岸撤退时的示意图。此时罗恩号为公海舰队作殿后

一个月后，即12月15－16日，舰只参加了炮击斯卡布罗、哈特尔浦及惠特比的行动。连同大巡洋舰海因里希亲王号一起，罗恩号被分配至公海舰队的先导部队，它们将在海军少将弗朗茨·冯·希佩尔率领的战列巡洋舰进行炮击时，为之提供远程掩护。行动中，罗恩号及其附属的驱逐舰遭遇了英国的拦截部队；在06:16，罗恩号与敌舰猞猁号和团结号接触，但没有交火，双方掉头而去。在收到罗恩号和汉堡号发出的关于英国驱逐舰的报告后，行动总指挥、海军上将腓特烈·冯·英格诺尔下令公海舰队向左转舵往德国方向行进。此时，罗恩号及其所属的驱逐舰成为了公海舰队的殿后部队。
在06:59，此时已与小巡洋舰斯图加特号和汉堡号会合的罗恩号遇到了由英国海军中校洛夫特斯·琼斯率领的驱逐舰群。琼斯一直尾随罗恩号至07:40，这时斯图加特号和汉堡号才被分遣出去以击沉它们的追击者。至08:02，罗恩号向两艘小巡洋舰发出信号，命令它们放弃追击，并与公海舰队余部一同撤退。而在07:55，英国海军少将戴维·贝蒂收到了罗恩号所在方位的消息，为了拦截德国巡洋舰，他派出新西兰号进行追猎，而他的另外三艘战列巡洋舰则保持一定的距离跟在后面。至09:00，比蒂已经意识到德国的战列巡洋舰正在炮击哈特尔浦，遂决定中止对罗恩号的追逐，转而迎向德国的战列巡洋舰。

### 在波罗的海的行动
海军中将赖因哈德·舍尔认为，由于罗恩号和第三侦察集群的其它装甲巡洋舰都存在行动迟缓、且缺乏足够厚的装甲保护的缺点，它们不适合在北海服役。因此，在1915年4月以后，舰只开始在波罗的海活动，并参加了几次炮击任务。5月11日，罗恩号和其它几艘舰只在前往最近被德国陆军占领的利鲍途中，被英国潜艇E9号发现。E9号向德国区舰队发射了五枚鱼雷；其中两枚近距掠过罗恩号的舰艉，另外三枚也没有命中目标。

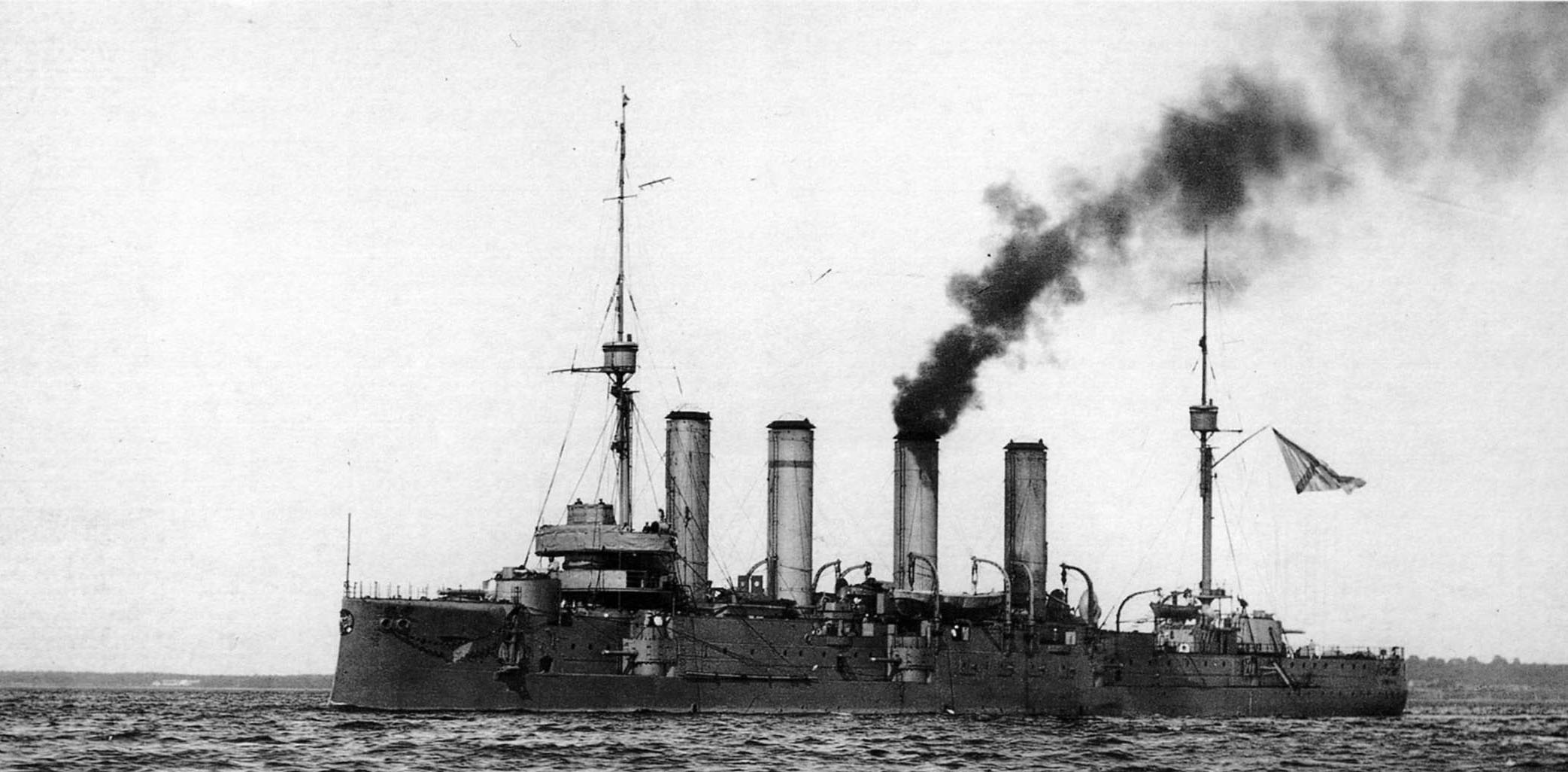
俄国巡洋舰马卡罗夫将军号

1915年7月2日，罗恩号在瑞典哥特兰岛附近参加了对抗俄国巡洋舰的奥兰群岛海战。当时，小巡洋舰奥格斯堡号和三艘驱逐舰在护送布雷巡洋舰信天翁号行进途中，遭到了四艘俄国巡洋舰——即装甲巡洋舰巴扬号、马卡罗夫将军号以及防护巡洋舰博加特耶尔号和奥列格号的拦截。在驱逐舰掩护信天翁号撤退的同时，奥格斯堡号成功逃脱。信天翁号则遭到严重破坏，被迫至瑞典的中立水域寻求庇护。罗恩号及小巡洋舰吕贝克号遂出击以解救受困的德国驱逐舰。抵达现场后，罗恩号负责与巴扬号交锋，而吕贝克号则向奥列格号开火。此后不久，俄国装甲巡洋舰留里克号连同一艘驱逐舰抵达，以增援俄国区舰队。在接下来的火炮对决中，罗恩号数次中弹，德国舰只被迫撤退。
8月10日，罗恩号与大巡洋舰海因里希亲王号受命炮击设于泽雷尔、即萨雷马岛上瑟爾韋半島最南端的俄国防御工事。几艘俄国驱逐舰恰好锚泊在泽雷尔附近；德国巡洋舰出其不意地袭击了它们，并击毁其中一艘。

### 后续运用

罗恩号（左）航行于公海舰队后方

战争迷雾导致英国皇家海军于1916年将多艘德国舰只都误认作罗恩号。1916年2月16日，据错误报告，罗恩号在北大西洋被一艘英国巡洋舰俘获。该舰甚至还曾被误报作为公海舰队主力侦察部队的旗舰参加了日德兰海战。这些错误出现在第一次世界大战后不久出版的历史著作中，但后来的作品对其进行了修正。
1916年11月，罗恩号被解除武装并改装为教练和宿营船。它驻扎在基尔并一直运用至1918年。德国海军此前曾进行过水上飞机母舰的试验，包括于1918年改装老旧的小巡洋舰斯图加特号为舰队服役。然而，斯图加特号只能搭载两架飞机，这被认为不足以为舰队提供支援。因此，当局制定了新计划，意图将罗恩号改造为一艘可搭载四架飞机的水上飞机母舰。舰只的主炮塔将被拆除，并仅以六门150毫米炮和六门88毫米高射炮替代；水上飞机的大型机库则安装在主舰艛的后方。该计划未能实现，主要是因为德国海军依靠齐柏林飞艇进行空中侦察，而非水上飞机。罗恩号最终于1920年11月25日正式从海军名录中除籍，并于次年在基尔北堤拆解报废。